# Microphora angustifrons
Microphora angustifrons är en tvåvingeart som beskrevs av Krober 1912. Microphora angustifrons ingår i släktet Microphora och familjen bäckflugor. Inga underarter finns listade i Catalogue of Life.